# Ciakar (Gunung Kencana)
Ciakar is een bestuurslaag in het regentschap Lebak van de provincie Banten, Indonesië. Ciakar telt 3152 inwoners (volkstelling 2010).